# Stazione marittima di Auckland
La stazione marittima di Auckland (Auckland Ferry Terminal in inglese, a volte anche Downtown Ferry Terminal o semplicemente Ferry Building) è il fulcro della rete di traghetti di Auckland e che collega il centro della città con i sobborghi di North Shore, West Auckland e South Auckland e con le isole del porto di Waitematā e del Golfo di Hauraki. Situata sul lungomare nel CBD di Auckland, la stazione marittima si trova all'estremità nord di Queen Street, di fronte al Britomart Transport Centre, il movicentro locale.

## Descrizione
Il terminal dei traghetti è composto da due strutture principali, un più antico edificio in stile barocco edoardiano giallo affacciato su Queen Street e sul lato della città, e pontili più nuovi e l'edificio dell'area di attesa (l'attuale terminal dei traghetti di oggi), affacciati sul porto di Waitematā. 

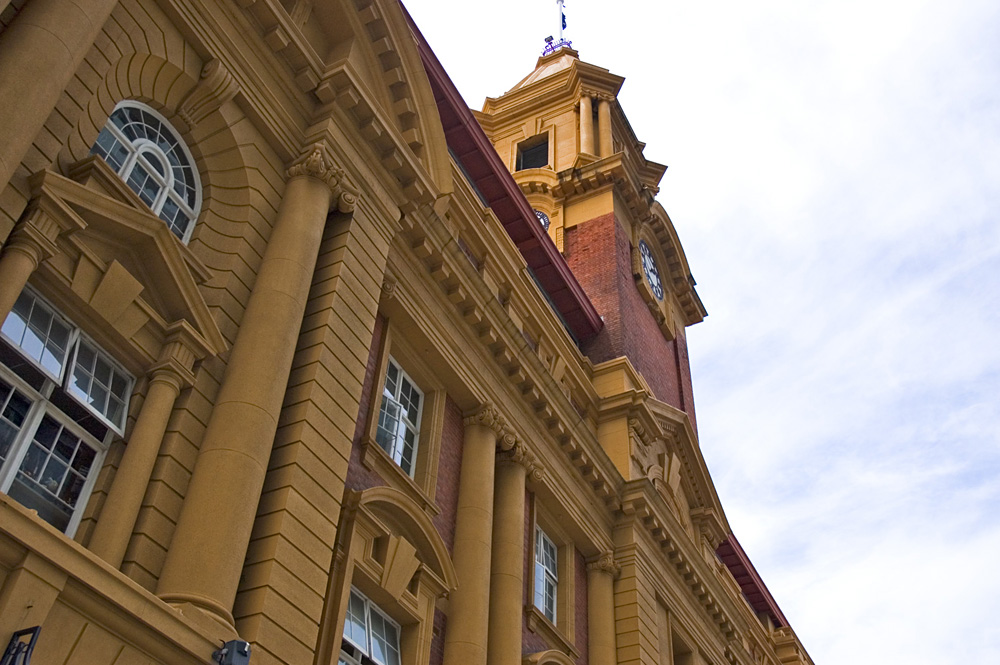
L'edificio originale visto da Quay Street

### Vecchio edificio
L'edificio di solito indicato come stazione marittima di Auckland è stato progettato da Alex Wiseman e costruito da Philcox and Sons. Completato nel 1912 su terre sottratte al mare di arenaria e mattoni con una base di granito di Coromandel, è costato ₤ 67.944 per la costruzione (circa 10,9 milioni di NZ $ nel 2016), una grande somma per l'epoca.
Nel 1982 ha ottenuto una classificazione di categoria I con il New Zealand Historic Places Trust (poi ribattezzato Heritage New Zealand), ed è stato ampiamente restaurato tra il 1986 e il 1988. Ora ospita negozi e caffè nella parte inferiore livello, con la maggior parte delle operazioni di traghetto spostate nel nuovo edificio. 

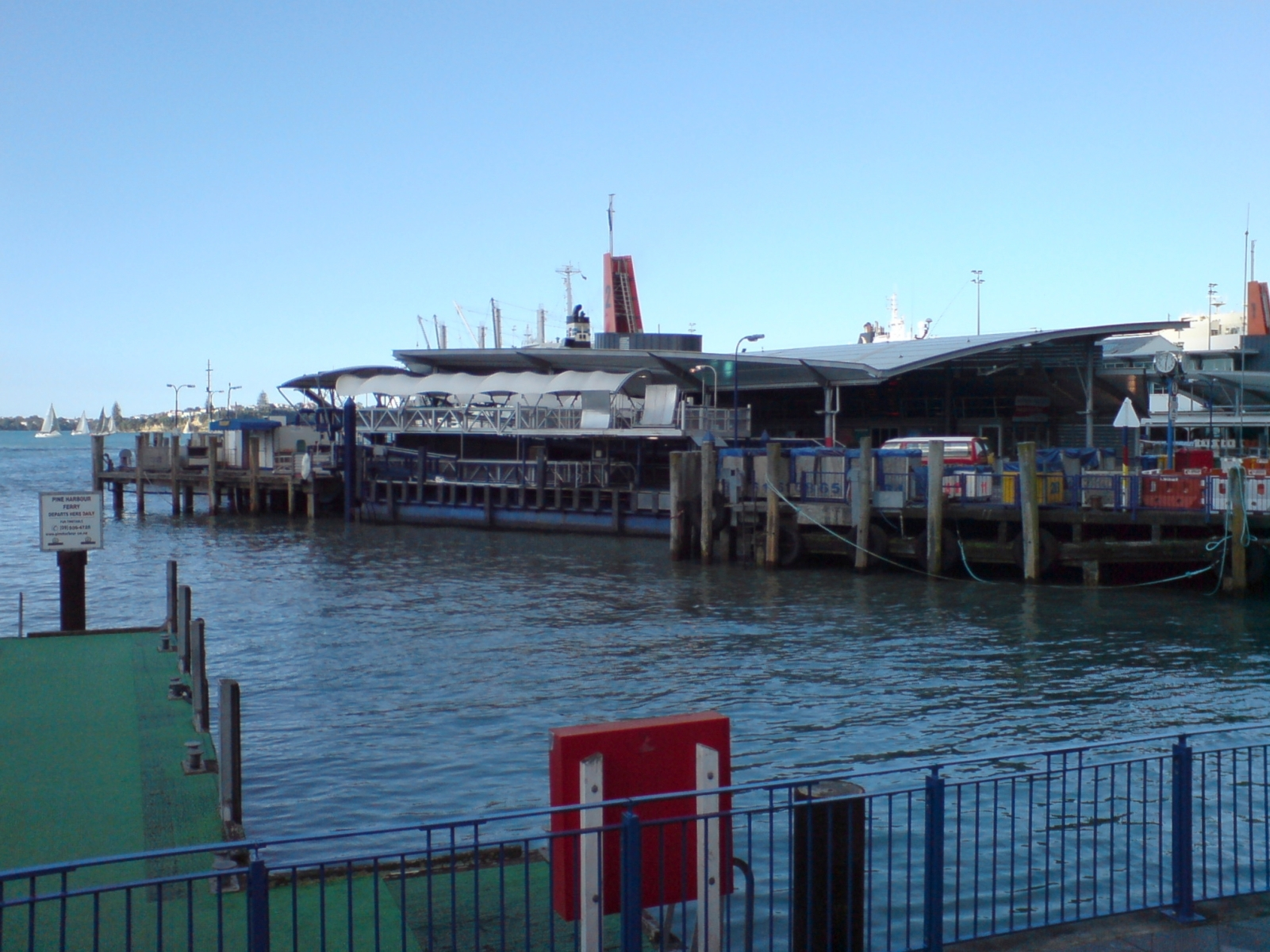
La nuova sezione vista da Quay Street

### Nuova costruzione
I moli dei traghetti e l'area di attesa più moderni sono stati costruiti principalmente come una struttura a lato aperto con un tetto che ricorda il profilo di una vela o di un gabbiano, che insieme alle torrette ornamentali a "ciminiera" è progettato per evocare le navi ormeggiate dietro l'edificio originale. Doveva anche essere di basso profilo per conservare le viste dell'edificio, ed è stato progettato dall'architetto Murray Day per essere facilmente gestibile ed espandibile.

### Importanti lavori di riparazione
Tra il 2009 e il 2010, l'ARTA ha svolto importanti lavori di riparazione sulla struttura del pontile, che non aveva avuto tale lavoro sin dalla costruzione. I lavori iniziali hanno trovato alcune parti della struttura in una forma peggiore del previsto, poiché l'acqua salata si era lentamente infiltrata nel cemento armato. I primi lavori urgenti dovevano concludersi nel 2009.